# VII Premis Días de Cine
Els VII Premis Días de Cine foren atorgats pel programa de televisió Días de cine el 14 de gener de 2020. Els premis no tenen assignació econòmica, però no descarten «tenir-la en un futur». En aquesta edició, a més dels premis a la millor pel·lícula, millor actor i millor actriu espanyol i estranger, millor documental, el premi del públic, el premis "Ha Nacido una Estrella", Somos Cine, Elegidos para la gloria, Vida en sombras, El resplandor i El futuro es mujer, es va entregar per primer cop el premi a la millor pel·lícula d'animació.
L'entrega es va fer al Museu Reina Sofia i fou presentada per Sandra Martín. Fou retransmesa per La 1.

## Premiats
| Categoria                        | Premiat                                | Labor premiada                                              |
| -------------------------------- | -------------------------------------- | ----------------------------------------------------------- |
| Millor documental                | El cuadro                              | Andrés Sanz                                                 |
| Millor pel·lícula d'animació     | Buñuel en el laberinto de las tortugas | Salvador Simó                                               |
| Millor pel·lícula espanyola      | La trinchera infinita                  | Jon Garaño, Aitor Arregi Galdos i Jose Mari Goenaga Balerdi |
| Millor pel·lícula estrangera     | Paràsits                               | Bong Joon-ho                                                |
| Millor actriu espanyola          | Belén Cuesta                           | La trinchera infinita                                       |
| Millor actriu estrangera         | Jessie Buckley                         | Wild Rose                                                   |
| Millor actor espanyol            | Antonio Banderas                       | Dolor y gloria                                              |
| Millor actor estranger           | Joaquin Phoenix                        | Joker                                                       |
| Premi Ha Nacido una Estrella     | Greta Fernández                        | La hija de un ladrón                                        |
| Premi Somos Cine                 | El hoyo                                | Galder Gaztelu-Urrutia                                      |
| Premi del Públic                 | El crack cero                          | José Luis Garci                                             |
| Premi Vida en Sombras            | Dolor y gloria                         | Pedro Almodóvar                                             |
| Premi El Resplandor              | Mona Martínez                          | Adiós                                                       |
| Premi Elegidos para la gloria    | Julieta Serrano                        | per la seva carrera                                         |
| Premi El futuro es mujer         | La hija de un ladrón                   | Belén Funes                                                 |
| Premi millor edició DVD/Blue ray | A la casa de Alfred Hitchcock          | edició limitada de 500 exemplars amb 14 pel·lícules         |